# Friedrich Rothfuß
Friedrich Rothfuß (* 31. Januar 1884 in Baiersbronn; † 15. Mai 1960) war ein deutscher Politiker der SPD. Von 1945 bis 1948 war er der erste Bürgermeister von Freudenstadt nach dem Zweiten Weltkrieg.

## Leben
Rothfuß erlernte den Beruf des Schriftsetzers und war einige Jahre lang als Redakteur im Verlagshaus Kaupert tätig. Nach dem Ersten Weltkrieg gehörte er bis 1928 dem Stadtrat von Freudenstadt für die SPD an, war darüber hinaus auch Gewerkschafter und gehörte den Vorständen der Allgemeinen Ortskrankenkasse und des Konsumvereins an. 1933, nach der Machtergreifung durch die Nationalsozialisten, wurde er im Lager Heuberg interniert und nach 50 Tagen freigelassen. Beim Verlagshaus Kaupert durfte er nur noch Hilfstätigkeiten mit gekürzten Löhnen ausüben, er war nunmehr Schriftsetzer und Korrektor für Reiseführer und Adressbücher.
Nach dem Ende des Zweiten Weltkriegs wurde Rothfuß von den französischen Besatzungsmächten zum vorläufigen Bürgermeister von Freudenstadt ernannt. Im Anschluss an die ersten demokratischen Stadtratswahlen nach dem Krieg am 15. September 1946 wurde er im Amt bestätigt. Während seiner Amtszeit gehörte er auch der Beratenden Landesversammlung des Landes Württemberg-Hohenzollern an. 1948 wurde er von Hermann Saam, vorher NSDAP, dann FDP/DVP, im Amt des Bürgermeisters abgelöst.